# Dilwale Dulhania Le Jayenge
Pour plus de détails, voir Fiche technique et Distribution.
Dilwale Dulhania Le Jayenge est une comédie romantique de Bollywood réalisée par Aditya Chopra, sortie en 1995 en Inde. Le titre peut se traduire par : « L'amant emmènera la mariée ».
Il est devenu un classique de Bollywood, et a su donner un nouveau souffle au cinéma indien qui à l’époque se perdait dans des remakes de films hollywoodiens et dans lesquels les Indiens ne se retrouvaient plus. Alliant tradition et modernité, son succès réside aussi dans le couple d’acteurs Shah Rukh Khan et Kajol qui excellent dans le registre comique et qui ont su créer une complicité convaincante. Ce succès se traduit par sa longévité d'exploitation : il est toujours à l'affiche plus de vingt ans après sa sortie.

## Synopsis
Simran (Kajol), issue d’une famille modeste, vit à Londres et ne rêve que du grand amour. Mais son père (Amrish Puri) en a décidé autrement : il a promis la main de sa fille au fils de son meilleur ami, qui habite encore le Punjab. Raj (Shahrukh Khan) vit lui aussi à Londres, dans une famille aisée et passe son temps à faire la fête avec ses copains.
C’est lors d’un voyage à travers l’Europe que Simran et Raj se rencontrent. Raj, séducteur dans l’âme, tente de charmer Simran qui fait tout son possible pour le repousser. Après s'être quittés, ils se rendent compte qu'ils s'aiment et qu'ils ne peuvent se séparer. Mais Simran part pour l'Inde où elle doit se marier bien qu'elle soit amoureuse de Raj. Incognito, celui-ci vient la rejoindre et, lors des préparatifs du mariage, réussit à se faire apprécier de la famille de Simran dont seul le père reste réticent.
Plus tard, celui-ci va voir la photo de Simran et de Raj lors du voyage en Europe et il réunit toute la famille et leur montre la photo Raj se voit contraint de partir sans l’accord de Simran.

## Fiche technique
- Titre : Dilwale Dulhania Le Jayenge
- Titre en hindi : दिलवाले दुल्हनिया ले जायेंगे
- Réalisation : Aditya Chopra
- Scénario : Aditya Chopra
- Producteur : Yash Chopra
- Musique : Jatin-Lalit
- Parolier : Anand Bakhshi
- Chorégraphie : Farah Khan, Saroj Khan
- Direction artistique : Sharmishta Roy
- Lieu de tournage : Londres, Suisse et Inde
- Photographie : Manmohan Singh
- Montage : Keshav Naidu
- Langue originale : hindi
- Pays :  Inde
- Durée : 189 minutes
- Genre : comédie romantique
- Dates de sortie :
  - Inde : 20 octobre 1995
  - France : 19 avril 2006 en DVD

## Distribution
- Shahrukh Khan : Raj Malhotra
- Kajol : Simran Singh
- Amrish Puri : Chaudhry Baldev Singh, le père de Simran
- Farida Jalal : Lajwanti
- Anupam Kher : Dharamvir Malhotra, le père de Raj
- Satish Shah : Ajiit Singh
- Achala Sachdev : La grand-mère de Simran
- Himani Shivpuri : La tante de Simran
- Pooja Ruparel : Rajeshwari/Chutki
- Anaita : Sheena, une amie de Simran
- Arjun Sablok : Roby, un ami de Raj
- Karan Johar : Rocky, un ami de Raj
- Parmeet Sethi : Kuljeet
- Mandira Bedi : Preety

## Musiques
Le film comporte 8 chansons :
- Ghar Aaja Pardesi - Pamela Chopra, Manpreet Kaur
- Mere Khwabon Mein - Lata Mangeshkar
- Ruk Ja Dil Deewane - Udit Narayan
- Zara Sa Jhoom Loon Main - Asha Bhosle, Abhijeet
- Ho Gaya Hai Tujhko To Pyar Sajna- Lata Mangeshkar, Udit Narayan
- Tujhe Dekha To - Lata Mangeshkar, Kumar Sanu
- Mehndi Laga Ke rakhna - Lata Mangeshkar, Udit Narayan
- O Mere Zohra

(fr) Traduction des chansons sur Fantastikasia

## Récompenses
Sauf indication contraire, les informations mentionnées dans cette section peuvent être confirmées par la base de données cinématographiques IMDb,  présente dans la section « Liens externes ».
- Filmfare Awards 1996 : 
  - Meilleur acteur pour Shahrukh Khan
  - Meilleure actrice pour Kajol
  - Meilleure actrice dans un second rôle pour Farida Jalal
  - Meilleur acteur dans un rôle comique pour Anupam Kher
  - Meilleure réalisation pour Aditya Chopra
  - Meilleur film pour Aditya Chopra (réalisateur) et Yash Chopra (producteur)
  - Meilleur parolier pour Anand Bakshi pour la chanson « Tuje Dekha To »
  - Meilleur chanteur de playback pour Udit Narayan pour la chanson « Mehndi Laga Ke Rakhna »

## Autour du film
Dilwale Dulhania Le Jayenge est couramment cité par ses initiales : DDLJ
- En 2022, le film est toujours à l'affiche du cinéma Maratha Mandir de Bombay depuis sa sortie en octobre 1995, ce qui en fait le film indien le plus longtemps diffusé dans une salle de cinéma, avec plus de 1350 semaines à l'affiche[1].
- DDLJ est resté 62 semaines au box-office indien, record inégalé jusqu’à présent.
- DDLJ est un des premiers films de Bollywood dont une partie a été tournée en Suisse. Depuis la Suisse est devenue un des lieux les plus romantiques pour les films de Bollywood. Par la suite, beaucoup de films de Bollywood intègrent une scène romantique dans le décor des lacs suisses et c'est pourquoi un lac suisse a été rebaptisé Lac Chopra[réf. nécessaire].
- DDLJ est le premier film de Aditya Chopra qu'il a réalisé alors qu'il avait 23 ans.
- DDLJ est le troisième film qui réunit Shah Rukh Khan et Kajol à l'écran, après Baazigar et Karan Arjun.